# Stronger (2017)
Stronger is een Amerikaanse biografische dramafilm uit 2017 die geregisseerd werd door David Gordon Green. De hoofdrollen worden vertolkt door Jake Gyllenhaal en Tatiana Maslany.

## Verhaal
De film is gebaseerd op het waargebeurde verhaal van Jeff Bauman, die in 2013 beide benen verloor door de bomaanslag die tijdens de Boston Marathon gepleegd werd. Bauman was in de buurt van de aankomstlijn van de marathon toen de bom tot ontploffen werd gebracht. Na de aanslag volgde een lange en helse revalidatieperiode.

## Rolverdeling
| Acteur             | Personage       |
| ------------------ | --------------- |
| Jake Gyllenhaal    | Jeff Bauman     |
| Tatiana Maslany    | Erin Hurley     |
| Miranda Richardson | Patty Bauman    |
| Richard Lane Jr.   | Sully           |
| Clancy Brown       | Jeff Bauman Sr. |
| Frankie Shaw       | Gail Hurley     |

## Productie
Na de bomaanslagen tijdens de marathon van Boston (2013) doken er verschillende filmprojecten over de gebeurtenissen op. Zo wilde de Zweedse regisseur Daniel Espinosa het boek Boston Strong verfilmen met acteur Casey Affleck in de hoofdrol, terwijl David Gordon Green en Jake Gyllenhaal aan een film over slachtoffer Jeff Bauman werkten. Een derde project zou later uitgebracht worden onder de titel Patriots Day (2016).
Op 14 juli 2014 werd aangekondigd dat Lionsgate de memoires van Jeff Bauman, getiteld Stronger, zou verfilmen in samenwerking met scenarist John Pollono. Op 17 juli 2015 werd David Gordon Green in dienst genomen om het project te regisseren. Enkele dagen later raakte bekend dat Jake Gyllenhaal de hoofdrol zou vertolken. Hij werd ook een producent van het filmproject. In oktober 2015 werd Tatiana Maslany gecast als Baumans vriendin Erin Hurley. In februari 2016 werd de financiering van het project afgerond door het productiebedrijf Bold Films. In april 2016 werden Miranda Richardson en Clancy Brown gecast als de ouders van Bauman.
De opnames gingen op 4 april 2017 van start in Boston en eindigden op 8 juni 2017. De revalidatiescènes werden opgenomen in het Spaulding Rehabilitation Hospital in Charlestown (Boston). Er werd ook een scène opgenomen in het stadion TD Garden van de Boston Bruins.
Stronger ging op 8 september 2017 in première op het internationaal filmfestival van Toronto.